# تورم منفی

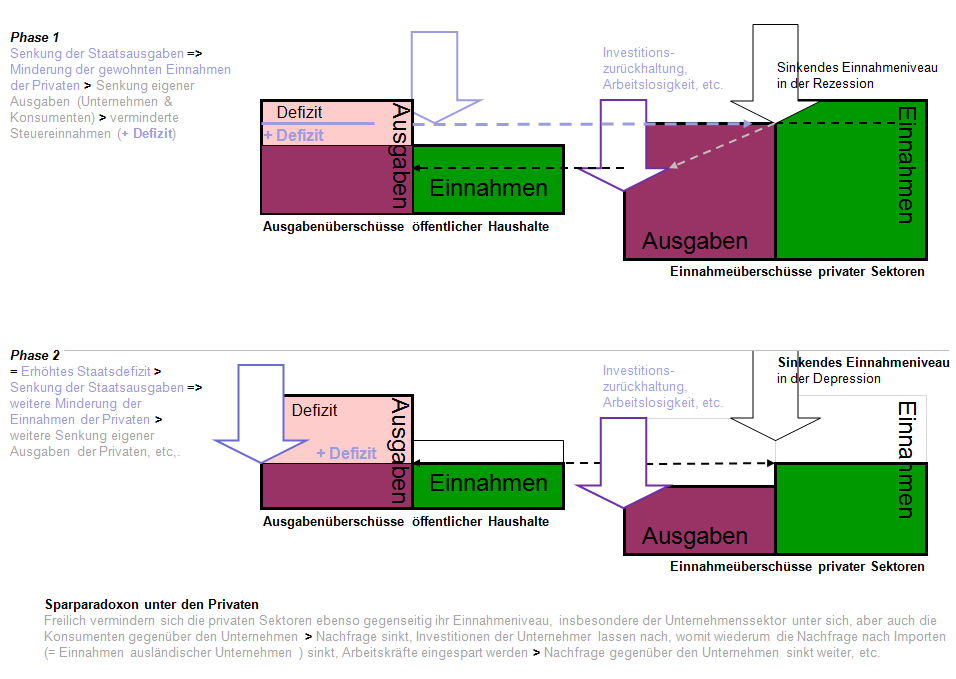
نمودار تورم منفی

تورم منفی یا افت قیمت‌ها در اقتصاد به معنای کاهش شاخص قیمت کالاها و خدمات است.
تورم منفی زمانی روی می‌دهد که، تورم به زیر صفر (۰٫۰٪) سقوط کند(نرخ تورم منفی). به همین دلیل نباید آن را با کاهش تورم، یعنی کاهش سرعت تغییرات نرخ تورم اشتباه گرفت. (برای مثال وقتی تورم به سطح پایین تری افت می‌کند).
تورم بیش از حد، ارزش واقعی پول را در طول زمان کاهش می‌دهد. به عکس، تورم منفی ارزش واقعی پول (واحد پول ملی یک کشور یا یک اقتصاد منطقه‌ای) را افزایش می‌دهد. یعنی یک نفر می‌تواند در طول زمان با مقدار ثابتی پول کالای بیشتری خریداری کند.
به‌طور عمومی اقتصاددانان تورم منفی را یک مشکل در اقتصاد مدرن تلقی می‌کنند. زیرا با افزایش ارزش واقعی بدهی، ممکن است رکود را تشدید و منجر به مارپیچ تورم منفی شود. بنا بر تجربه‌های پیشین، تورم‌های منفی لزوماً با دوره‌های رشد ضعیف اقتصادی مرتبط نیستند. برای مثال در طول قرن نوزدهم میلادی (پیش از تأسیس سیستم فدرال رزرو و مدیریت فعال آن در مسایل پولی) ایالات متحده (به استثناء زمان جنگ‌های داخلی) گاهی دچار تورم منفی حاصل از پیشرفت تکنولوژیکی بود در حالیکه این پیشرفت تکنولوژی خود باعث رشد قابل توجه اقتصادی شده بود. نمونه قابل توجه این موضوع بحران تورم منفی در خلال سال‌های ۱۸۳۷ تا ۱۸۴۴ در ایالات متحده است.

## عوامل و نمونه‌های مرتبط
در مدل IS/LM (مدل تعادل سرمایه‌گذاری و پس‌انداز/ تعادل تمایل به نقدینگی و عرضه پول)، تورم منفی حاصل جابجایی در منحنی عرضه و تقاضای کالاها و خدمات است، مشخصا برای افت سطح تقاضای کل. یعنی افت در تمایل به خرید کل اقتصاد و همچنین قیمت کنونی کالاها.
فرض کنیم قیمت کالاها در حال کاهش است؛ به همین خاطر مصرف‌کننده برای خرید صبر می‌کند تا قیمت‌ها بیشتر پایین بیایند که این خود باعث کاهش در فعالیت کل اقتصاد می‌شود. از آنجایی که این شرایط باعث بی استفاده ماندن ظرفیت تولید(به انگلیسی: productive capacity) و همچنین کاهش سرمایه‌گذاری می‌شود، سطح تقاضای کل نیز کاهش خواهد یافت. این یعنی مارپیچ تورم منفی.
واکنش مناسب به کاهش سطح تقاضای کل تحریک به افزایش تقاضای کل است. برای تحریک دو روش وجود دارد یا افزایش نقدینگی به وسیلهٔ بانک مرکزی یا از طریق سیاست‌های مالیاتی برای افزایش تقاضا و استقراض با نرخ بهره پایینتر از موسسات خصوصی.
بنابر جدیدترین تفکرات اقتصادی، تورم منفی با ریسک مرتبط است: وقتی ریسک بازگشت دارایی به سمت منفی می‌رود سرمایه‌گذاران و خریداران به جای سرمایه‌گذاری به نگهداری پول روی می‌آورند. این مسئله حتی در مورد اوراق بهادار با تضمین بالا نیز صادق است؛ که می‌تواند باعث ایجاد دام نقدینگی یا کمبودهای منحرف‌کننده بازده سرمایه‌گذاری شغل و تولید کالا شود.
به‌طور معمول بانک مرکزی نمی‌تواند نرخ سود را منفی تعیین نماید؛ و حتی می‌توان گفت سود صفر اثر تحریکی کمتری نسبت به سود با نرخ اندکی بالاتر از صفر دارد. زیرا سود صفر در یک اقتصاد بسته (خودکفا) یعنی داشتن بازده صفر برای اوراق بهادار دولتی یا حتی بازده منفی در سررسیدهای کوتاه مدت. در یک اقتصاد باز نیز منجر به نگهداری سرمایه و کاهش ارزش پول خواهد شد. کاهش ارزش پول باعث افزایش قیمت واردات بدون انگیزش برای صادرات در همان سطح می‌شود. هر چند بانک مرکزی اروپا اخیراً در روز پنجشنبه، ۱۵ خرداد ۱۳۹۳ (۵ مه ۲۰۱۴)طی اقدامی بی‌سابقه نرخ بهره را کاهش داده و بهره سپرده‌های بانک‌ها را جهت جلوگیری از منفی شدن تورم و بروز رکود، منفی کرده‌است.
بر اساس نظریه پول گرایان، تورم منفی باید همراه کاهش عرضه پول؛ کاهش سرعت گردش پول یا افزایش تعداد معاملات رخ دهد. اما در عمل هر یک از این‌ها می‌تواند به تنهایی و بدون تورم منفی رخ دهد.
تورم منفی می‌تواند به انقباض شدید در عرضه پول یا تبعیت از استاندارد طلا یا نیازهای پایه‌ای پولی بیرونی نسبت داده شود. به هر روی تورم منفی شرایط طبیعی در اقتصادهایی با ارز قیمت ثابت است زمانیکه سرعت عرضه پول از سرعت رشد جمعیت و اقتصاد کمتر است؛ و وقتی اتفاق می‌افتد حجم ارز با ثبات در دسترس به نسبت افراد کاهش می‌یابد در نتیجه کمبود پول ایجاد شده و قدرت خرید هر واحد پول افزایش می‌یابد.
تورم منفی زمانی اتفاق می‌افتد که بهبود بهره‌وری تولید منجر به کاهش هزینه نهایی تولید می‌شود. رقابت در بازار نیز گاهی موجب می‌شود تولیدکنندگان از این روش‌ها برای کاستن از قیمت کالایشان استفاده کنند. در این صورت مصرف‌کننده هزینه کمتری پرداخت می‌کند که این یعنی تورم منفی است، زیرا قدرت خرید بالا رفته‌است.
افزایش بهره‌وری و کاهش هزینه حمل و نقل موجب ایجاد تورم منفی ساختاری در دوره افزایش بهره‌وری، پیش از تاسیس بانک مرکزی آمریکا از سال ۱۸۷۰ تا ۱۹۰۰ میلادی در آمریکا شد. تورم منفی در دوره رکود سال‌های دهه ۱۹۳۰ میلادی و پس از حدود یک دهه تورم ملایم در طول جنگ جهانی اول، دوباره به اقتصاد بازگشت.
در سال‌های دهه ۱۹۳۰ استاندارد طلا توسط بیشتر کشورها کنار گذاشته شد.
نشانه‌های اندکی برای پیش‌بینی وقوع تورم منفی وجود دارد، از این نشانه‌ها می‌توان به سقوط قیمت دارایی‌های سفته‌ای در سیستم پولی فیات به دلیل رشد بهره‌وری پایین اشاره کرد. در جریان اصلی اقتصاد، تورم منفی ماحصل ترکیب عرضه و تقاضا برای کالاها و عرضه و تقاضا برای پول است. در یک جمله می‌توان گفت؛ یعنی کاهش عرضه پول و افزایش عرضه کالا.
در تجارب گذشته تورم منفی همراه با افزایش در عرضه کالا (به دلیل افزایش بهره‌وری) بدون افزایش در عرضه پول (به عنوان مثال در رکود بزرگ و احتمالاً اقتصاد ژاپن در اوایل سال‌های دهه ۱۹۹۰) یا کاهش تقاضا برای کالا و کاهش عرضه پول بوده‌است. مطالعات بن برننکی در خصوص رکود بزرگ نشان داد که بانک مرکزی ایالات متحده آمریکا در واکنش به کاهش تقاضا، عرضه پول را کاهش داده بود. امری که به وقوع تورم منفی کمک کرده بود.
عوامل طرف تقاضا:
- تورم منفی حاصل از توسعه: کاهش دراز مدت و مداوم قیمت واقعی کالاها و خدمات در نتیجه پیشرفت تکنولوژیکی همراه با کاهش قیمتها در اثر رقابت منجر به افزایش تقاضای کل می‌شود. در سال‌های دهه ۱۸۷۰ تا سال ۱۸۹۵ میلادی، با بهبود چرخه کسب و کار و کاهش در هزینه تولید و توزیع کالا در بازار به دلیل کاهش رقابتی قیمت و مازاد عرضه تورم منفی ساختاری وجود داشت.

تورم ملایم بعد از سال ۱۸۹۵ به افزایش عرضه طلا که چند دهه تداوم داشت نسبت داده شده‌است. در طول جنگ جهانی اول نیز افزایش تند و تیز قیمتها وجود داشت اما تورم منفی دوباره پس از اتمام جنگ به اقتصاد بازگشت.
با اجرای سیستم پولی فیات پس از جنگ جهانی دوم تا سال‌های دهه ۱۹۶۰ و با وجود بهره‌وری بالا، خبری از تورم منفی نبود.
در سال ۱۹۴۰ مؤسسه بروکینگز با مطالعه بهره‌وری در صنایع بزرگ ایالات متحده آمریکا و دستمزد واقعی و اسمی، تورم منفی مورد بحث و بررسی قرار گرفت. برداشت آن بود که تورم منفی مداوم، نتیجه افزایش چشم گیر بهره‌وری است. مازاد عرضه کالاها در سال‌های پایانی دهه ۱۹۲۰ میلادی باعث بیکاری در دوره رکود بزرگ شد.
- تورم منفی حاصل از نگهداری پول (احتکار):اقدام برای پس‌انداز پول از طریق کاهش در مصرف باعث کاهش سرعت گردش پول می‌شود.

عوامل طرف عرضه:
- تورم منفی در اثر اعتبارات بانکی: کاهش در عرضه اعتبارات بانکی در اثر ورشکستگی بانک یا افزایش ریسک نکول توسط موسسات خصوصی یا کاهش عرضه پول توسط بانک مرکزی.

### تورم منفی حاصل از بدهی
تورم منفی حاصل از بدهی پدیده‌ای است پیچیده که با پایان چرخه اعتبارات بلند مدت مرتبط و پیوسته است. این تئوری بود که توسط ایروینگ فیشر (۱۹۳۳) برای توضیح تورم منفی رکود بزرگ ارائه شد.

### تورم منفی طرف نقدینگی
از دید پول‌گرایان، تورم نفی در درجه اول به دلیل کاهش سرعت گردش پول و/یا مقدار نقدینگی نسبت به هر فرد است. بررسی‌های تاریخی نشان داده است که سرعت گردش پول و پایه پولی ارتباط معکوسی با هم دارند. یعنی نتیجه هر واحد درصدی برای کاهش در پایه پولی افزایش مقدار تقریباً برابر سرعت گردش پول خواهد بود. این انتظار به دلیل مرتبط بودن پایه پولی(MB)، سرعت گردش پایه پول (VB)، سطح قیمت (P) و بازده واقعی(Y) است. MB*VB = P*Y به هر ترتیب این مهم است که ذکر شود پایه پولی نسبت به عرضه پول (M2)تعریف محدود تری از پول است، به علاوه پایه پول به نرخ بهره حساس است. بدین صورت که بیشترین سرعت گردش پول در بالاترین نرخ سود حاصل می‌شود.
در اوایل ایجاد ایالات متحده پول ملی د این کشور وجود نداشت و عرضه مسکوکات نیز ناکافی بود. چک‌های تضمین شده رایج‌ترین نوع پول در گردش بودند. طی بحران مالی بسیاری از بانک‌ها ورشکسته شده و چک‌های تضمینی آن‌ها بی‌اعتبار شد. هم‌چنین چک‌های تضمین شده بسته به توان مالی بانک، قابل تنزیل به طلا و نقره بودند.
در سال‌های اخیر تغییرات در عرضه پول زمان طولانی تری طول می‌کشد تا در سطح قیمتها نمود یابد. با یک حساب سر انگشتی این زمان حدود ۱۸ ماه است. جدیداً گرین اسپن این تأخیر را بین ۱۲ تا ۱۳ دوره سه‌ماهه ذکر کرده‌است. اوراق قرضه، سهام و کالاها به عنوان ذخایری به عنوان جلوگیری‌کننده و حایل تغییرات عرضه پول پیشنهاد شده‌اند.

### تورم منفی حاصل از اعتبار
در اقتصاد اعتبار بنیان مدرن، تورم منفی ممکن است به دلیل افزایش نرخ بهره توسط بانک مرکزی (برای مثال برای کنترل تورم) در نتیجه، امکان ظهور حباب اقتصادی در دارایی ایجاد شود.
در یک اقتصاد اعتبار بنیان، کاهش در وام دهی منجر به کاهش پول در گردش می‌شود. با کاهش بیشتر در عرضه پول برای اطمینان از کاهش و تضعیف سرعت گردش آن تقاضا برای استخدام یا کالاها نیز کاهش خواهند یافت.
کاهش تقاضا باعث کاهش قیمتها شده و عرضه مازاد ایجاد می‌کند. این اتفاق زمانی که قیمتها به زیر قیمت هزینه تأمین مالی تولید یا، سطح بازپرداخت بدهی به زیر سطح قیمت اولیه سقوط کند به مارپیچ تورم تبدیل می‌شود. کسب و کارها نیز چون هر قدر هم که قیمتها را پایین بیاورند سودده نخواهند بود، از بین خواهند رفت.
دارایی‌های در رهن بانک در قبال وام‌های پرداخت شده ارزش خود را از دست می‌دهند، در حالیکه اگر قصد فروششان را داشته باشد باعث مازاد عرضه در بازار و تشدید شرایط خواهد شد.
برای کاستن از شدت یا توقف مارپیچ تورمی، گاهی بانک‌ها اقدام برای وصول وام‌های بازپرداخت نشده را متوقف می‌کنند (مانند آنچه در ژاپن و اخیراً در آمریکا و اسپانیا رخ داد). البته این کار یک مسکن موقتی است زیرا بدین صورت بانک‌ها باید اعتبارات را محدود کنند به این دلیل که پولی برای وام دادن نخواهند داشت که خود باعث کاهش تقاضا و امثال آن خواهد شد.

#### نمونه‌های تاریخی برای تورم منفی حاصل از اعتبارات
در سوابق اقتصادی ایالت متحده چرخه تورم و رکود با جریان سرمایه بین قسمت‌های مختلف کشور همبستگی داشت. جریان سرمایه از مراکز اقتصادی در شمال شرقی کشور برای مناطق تولیدکننده کالا در غرب میانه و جنوب در حرکت بود.
رفتار ادواری چرخه بدین صورت بود که قیمت کالاها با تزریق جریان سرمایه و تمایل بانک‌ها به وام دهی افزایش می‌یافت. اما طی رکود سال‌های ۱۸۱۸ و ۱۸۳۹ میلادی وقتی بانک‌ها نسبت به وصول وام‌ها اقدام کردند کاهش یافت.
همچنین در آن زمان پول کاغذی ملی وجود نداشت و مسکوکات هم دچار کمبود بود. بیشتر پول رایج، به صورت چک‌های بانکی بود که بر مبنای فاصله بانک صادرکننده یا اعتبار بانک قابل تنزیل بود. در این زمان وقتی بانک‌ها از بازخرید اوراق تضمینی خود در قبال ذخایر بانک ناتوان می‌شدند قیمت اوراقشان به زیر قیمت اسمی می‌رسید، حتی گاهی اوراق بکلی ارزش خود را از دست می‌دادند. اوراق بانک‌های ضعیف با قیمتهای پایینتری تنزیل می‌شدند.
در دوره رکود بزرگ افراد بدهکار به بانک که سپرده هایشان در بانک مسدود شده بود، حساب‌های سایرین در بانک را به قیمتهای پایینتر می‌خریدند و از آن حساب‌ها به قیمت اسمی برای بازپرداخت بدهی هایشان استفاده می‌کردند.
بحران مالی انگلستان در سال ۱۸۱۸ میلادی باعث شد تا بانک‌ها نسبت به وصول وامهایشان اقدام کرده و دادن وام‌های جدید را کاهش دهند، بانک مرکزی ایالات متحده نیز برای تقلیل مسکوکات در آمریکا میزان وام‌دهی خود را کاهش داد. قیمت پنبه و تنباکو به شدت پایین آمد. همچنین پس از سال ۱۸۱۶ (سال بی تابستان که باعث قحطی و افزایش قیمت محصولات شد) قیمت محصولات کشاورزی با برداشت عادی محصول تحت فشار قرار گرفت.
دلایل تورم منفی مربوط به رکود عمیق سال‌های ۱۸۳۹ تا ۱۸۴۳ میلادی شامل مازاد عرضه محصولات کشاورزی (به‌طور عمده پنبه) به دلیل فروش وسیع زمین‌های کشاورزی فدرال در چند سال قبل از آن، الزام بانک‌ها در پرداخت به وسیلهٔ طلا و نقره، ورشکستگی بانک‌های متعدد، عدم توانایی بازپرداخت بدهی اوراق قرضه توسط ایالتهای متعدد و توقف تزریق مسکوکات توسط بانک‌های بریتانیایی به ایالات متحده است.
این چرخه با مقیاس گسترده در طول رکود بزرگ قابل مشاهده است. بخشی به دلیل ظرفیت مازاد و اشباع بازار و بخشی به دلیل قانون تعرفه اسموت-هاولی، کاهش شدید تقاضا برای کالاها و به تبع، بی استفاده ماندن بخش بزرگی از ظرفیت تولید و زنجیره‌ای از ورشکستگی بانک‌ها تجارت جهانی دچار انقباض شدیدی کرد. با سقوط بازار سهام و املاک در اوایل دهه ۱۹۹۰ شرایط مشابهی در ژاپن به وجود آمد که دولت از طریق کنترل مستقیم بانک‌ها در بدترین شرایط و جلوگیری از ورشکستگی شان، از بروز مشکل جلوگیری کرد.

### کمبود پول رسمی
تا سال ۱۸۶۲ میلادی پول ملی در آمریکا وجود نداشت، برای تأمین مالی جنگ‌های داخلی از اسکناس استفاده می‌شد اما این اسکناس‌ها نیز تا سال ۱۸۷۷ در برابر طلا تنزیل می‌شدند. سکه‌های ضرب شده در ایالات متحده آمریکا نیز دچار کمبود بود و مسکوکات خارجی نظیر نقره مکزیک به‌طور عام مورد استفاده قرار می‌گرفتند. در آن زمان و پیش از جنگ‌های داخلی چک‌های تضمین شده بانکی در حدود ۸۰٪ پول در جریان را تشکیل می‌داد. در بحران مالی سال‌های ۱۸۱۸–۱۹ و ۱۸۳۷–۴۱ میلادی، با ورشکستگی بسیاری از بانکها، ارزش چک‌های تضمینی آن‌ها به زیر قیمت اسمی آن‌ها رسید. گاهی چک‌های تضمین شده بی‌ارزش یا چک‌های تضمینی بانکهایی که به سختی روزگار می‌گذراندند با قیمتهای بسیار پایین تنزیل می‌شدند.
دولت جکسون ضرابخانه‌ای افتتاح و عرضه مسکوکات را افزایش داد. همچنین با اکتشاف طلا در کالیفرنیا در سال ۱۸۴۸ طلای کافی برای کاستن از نرخ برابری طلا و نقره وارد بازار شد. برای برابر سازی میزان دو فلز موجود در مسکوکات ضرابخانه ایالات متحده مقدار نقره موجود را در سکه‌های جدید در سال ۱۸۵۳ میلادی کاهش داد.
توضیح غالب کمیته‌های تحقیقات دولتی برای وقوع تورم منفی پس از سال ۱۸۷۰ میلادی، کمبود طلا و نقره بود. با اینکه آن‌ها تغییرات در صنعت و تجارت یا به عبارت امروزی بهره‌وری را نیز در گزارش‌ها ذکر می‌کردند. اگر چه دیوید اِی. ولز (۱۸۹۰ میلادی) ذکر می‌کند که عرضه پول در دوره سال‌های ۱۸۷۹–۱۸۸۹ میلادی ۶۰٪ افزایش یافته بود. این افزایش به صورت طلا و نقره دربرابر درصد پول‌های بانک مرکزی و اوراق پولی بود. به علاوه ولز بیان کرد که تورم منفی تنها قیمت کالاهایی که از بهبود روش‌های تولید و حمل و نقل بهره‌مند می‌شدند کاهش داد. کالاهای ساخته شده توسط صنعتگران و بسیاری از خدمات کاهش قیمتی نداشتند و در واقع هزینه کارگری افزایش پیدا کرده بود. همچنین، تورم منفی در کشورهای فاقد تولید، حمل و نقل و ارتباطات مدرن رخ نداده بود.
در پایان قرن نوزدهم تورم منفی جای خود را به تورم مثبت ملایمی داد. ویلیام استنلی جوونز افزایش تورم در نتیجه افزایش عرضه طلا را دهه‌ها قبل از وقوع آن پیش‌بینی کرده بود. اروینگ فیشر دلیل تورم جهانی پیش از جنگ جهانی اول را حاصل افزایش عرضه طلا می‌دانست.
در اقتصادهایی با ارز ناپایدار، تمهیداتی نظیر تهاتر کالا یا سایر ارزهای جایگزین مانند دلاریزه کردن کاریست متداول و در نتیجه زمانی که پول رسمی کمبود پیدا می‌کند (یا به‌طور غیرمعمول قابل اعتماد نیست)، تجارت ادامه می‌یابد(زیمبابوه جدیدترین نمونه آن است). از آنجایی که در اینگونه اقتصادها دولت مرکزی حتی اگر تمایل داشته باشد، معمولاً توانایی کنترل اقتصاد داخلی را ندارد، افراد اجباری برای اندوختن پول رسمی مگر برای پرداخت برای کالاهای وارداتی، ندارند.
در واقع تهاتر با تشویق مصرف‌کنندگان داخلی به مصرف تولیدات داخلی نقش تعرفه حمایتی را در این گونه اقتصادها بازی می‌کند. همچنین تهاتر قش محرک برای اکتشافات زیر زمینی را دارد. زیرا یکی از راحت‌ترین کارها برای بدست آوردن پول در اینگونه اقتصادها، استخراج منایع زیر زمینی است.

## تأثیرات
تورم منفی در خلال بیشتر دوره‌های رکود اقتصادی ایالات متحده وجود داشت. از آنجایی که تورم منفی باعث جابجایی ثروت از قرض گیرنده و صاحبان دارایی‌های غیر نقدی به نفع پس‌انداز کنندگان و صاحبان دارایی‌های نقدی و پول شده و از سویی نشانه‌های گمراه‌کننده قیمتی منجر به سرمایه‌گذاری‌های اشتباه را ارئه می‌دهد، به‌طور معمول امری منفی به حساب می‌آید.
در این مفهوم، تورم منفی در نقطه مقابل تورم است که تأثیرش وصول مالیات از دارندگان وجه نقد و وام دهندگان (پس‌انداز کنندگان) و استفاده از آن برای کمک به قرض گیرندگان (و دولت) است و منجر به سرمایه‌گذاری بد به صورت سرمایه‌گذاری اضافه می‌شود.
پس تورم باعث تشویق مصرف در کوتاه مدت می‌شود و می‌تواند باعث انگیزش بیش از حد سرمایه‌گذاری در مواردی شود که ممکن است در شرایط واقعی ارزشمند نباشند (برای مثال مسکن یا حباب دات-کام).
در اقتصاد مدرن، تورم منفی به علت کاهش در تقاضای کل به وجود می‌آید. این پدیده همراه با رکود اقتصادی است همانگونه که در رکود بزرگ و رکود طولانی مدت رخ داد.
فریدریش آوگوست فون هایک اقتصاددان برنده جایزه نوبل و پیرو مکتب اتریش، تورم منفی دوره رکود بزرگ را بدین صورت شرح داده است.
من با میلتون فریدمن موافقم، زمانی که سقوط اتفاق افتاد سیستم فدرال رزرو سیاستی ساده لوحانه برای کاهش قیمتها در پیش گرفت. من هم مخالف تورم هستم و هم مخالف کاهش قیمتها. بنابراین بار دیگر سیاست پولی که درست برنامه‌ریزی نشده بود رکود را طولانی کرد.
مصاحبه گر: دیگو پیزانو (۱۹۷۹ میلادی)
زمانی که افزایش قدرت خرید، باعث بهره‌مندی عده‌ای می‌شود همان قدرت خرید منجر به رشته‌ای از بدهکاری‌ها برای عده‌ای دیگر می‌شود. بعد از یک دوره تورم منفی، بازپرداخت بدهی‌ها (به دلیل قدرت خرید بالاتر پول) نیازمند پول کمتری نسبت به زمانی است که بدهی ایجاد شده بود. در نتیجه تورم منفی می‌تواند در افزایش نرخ بهره وام‌ها مؤثر باشد. بدین صوت بود که در دوره رکود بزرگ در ایالات متحده با میانگین تورم منفی سالانه ۱۰٪ حتی وام‌های بدون بهره هم جذابیتی نداشتند. زیرا باید با پولی که ارزش آن هر سال ۱۰٪ بالاتر می‌رفت بازپرداخت می‌شد.
در شرایط عادی بانک فدرال و سایر بانک‌های مرکزی سیاست هدف گذاری نرخ سود کوتاه مدت (نرخ وجوه فدرال شبانه در ایالات متحده) را در پیش گرفته بودند و برای رسیدن به آن هدف اوراق بهادار را در بازار سرمایه داد و ستد می‌کردند. وقتی که نرخ سود به صفر می‌رسد دیگر بانک مرکزی توان تعدیل سیاست‌ها به وسیلهٔ کاهش نرخ بهره هدف را ندارد. با نرخ بهره نزدیک صفر، بخشش بدهی به ابزار مهمی برای مدیریت تورم منفی تبدیل می‌شود. در سال‌های اخیر با سخت شدن شرایط وام دهی و تأمین مالی (یا اعمال نفوذ) که امری عادی در بسیاری از سرمایه‌گذاری هاست، هزینه تورم منفی برای وام دهندگان افزایش یافته‌است. تورم منفی ممکن است باعث دلسردی سرمایه‌گذاری‌های خصوصی شود زیرا با کاهش قیمتها چشم‌انداز سود در آینده نیز از بین خواهد رفت. در نتیجه با کاهش سرمایه‌گذاری مارپیچ تورمی می‌تواند باعث کاهش تقاضای کل گردد. نبود ریسک پنهان تورم ممکن است موسسات را نسبت به هزینه کرد و سرمایه‌گذاری پول محتاطتر کرده و در نتیجه آن‌ها از نگهداری پول سود خواهند برد. این نوع از احتکار پول از نظر بیشتر اقتصاد دانان امریست نا مطلوب. همانگونه که هایک متذکر شد:
این امری قبول شده‌است که احتکار پول به صورت وجه نقد یا حساب بانکی بدون استفاده منجر به تورم منفی خواهد شد. هیچ‌کسی تورم منفی را مطلوب نمی‌داند.
عده‌ای معتقدند که در نبود حجم انبوهی از بدهی‌ها، تورم منفی به وجود می‌آید زیرا کاهش قیمت افزایش قدرت خرید را باعث خواهد شد. چون دوره‌های تورم منفی به ضرر بدهکاران است (شامل بیشتر کشاورزان) این دوره‌ها گاه باعث واکنش‌های مردمی می‌شود. برای مثال در سال‌های پایانی قرن نوزدهم پوپولیستها خواهان بخشش بدهی‌ها یا کنارگذاشتن استاندارد جدید طلا شدند و استفاده از استاندارد نقره (بیشتر بودن سرعت عرضه نقره از طلا باعث می‌شود نقره کمتر از طلا عامل تورم منفی باشد)، استاندارد دو فلزی یا پول کاغذی همانند آنچه اکنون وجود دارد شدند.

## مارپیچ تورم منفی
مارپیچ تورم منفی شرایطی است که کاهش قیمتها باعث کاهش تولید و کاهش تولید باعث کاهش دستمزد و تقاضا و کاهش دستمزد و تقاضا نیز منجر به کاهش بیشتر قیمتها می‌شود. از آنجایی که کاهش سطح عمومی قیمتها تورم منفی نامیده می‌شود، مارپیچ تورم منفی زمانی است که کاهش قیمتها ایجاد دور باطلی می‌کند که در آن یک مشکل باعث تشدید دلیل خود می‌شود. رکود بزرگ از نظر عده‌ای یک مارپیچ تورم منفی بود. مارپیچ تورم منفی تعریف جدید اقتصاد کلان از بحث مازاد عرضه مربوط به قرن نوزدهم است.
نظر مرتبط دیگر متعلق به اروینگ فیشر است که مازاد بدهی می‌تواند باعث تورم منفی ادامه دار شود.
با مورد مناقشه بودن امکانپذیری مارپیچ تورم منفی توسط دو مکتب اقتصادی اقتصاد دانان مکتب آب شیرین (به همراه مکتب اقتصادی شیکاگو) و اقتصاد دانان مکتب اتریش، اینکه آیا مارپیچ تورم منفی می‌تواند اتفاق بیفتد امریست بحث‌برانگیز.

## تورم منفی ناشی از سیاست انقباضی
در خلال تورم منفی شدید، هدفگذاری نرخ بهره ممکن است بی تأثیر باشد. زیرا حتی با نرخ بهره کوتاه مدت صفر هم ممکن است نرخ بهره واقعی بالا باشد. پس، بانک مرکزی باید به‌طور مستقیم مقدار پول را هدفگذاری کند (آزاد سازی مقداری) و شاید روش‌های فوق‌العاده‌ای را برای افزایش عرضه پول در بازار در پیش گیرد. برای مثال خرید دارایی‌های مالی که در حالت معمول برای ذخایر بانک استفاده‌ای ندارد. (مانند اوراق بهادار تضمین شده با وثیقه).
در سال ۲۰۰۲ بن برنانک پیش از آنکه رئیس بانک مرکزی ایالات متحده شود مدعی شد که تزریق پول به‌طور قطع و همیشه تورم منفی را از بین می‌برد. با این وجود راه حل ساده او مارپیچ تورم منفی ژاپن را از بین نبرد.
تا سال‌های دهه ۱۹۳۰ میلادی اعتقاد اقتصاد دانان بر این بود که تورم منفی خود بخود قابل حل است. با کاهش قیمتها به‌طور طبیعی تقاضا افزایش می‌یابد و سیستم اقتصادی می‌تواند خود را اصلاح کند بدون آنکه دخالتی از بیرون نیاز باشد. این عقیده در سال‌های دهه ۱۹۳۰ به چالش کشیده شد. به عقیده طرفداران نظریه کینز سیستم اقتصادی با وجود تورم منفی خود را اصلاح نمی‌کند؛ و این وظیفه دولت‌ها و بانک‌های مرکزی است که با تدابیری نظیر کاهش مالیات یا افزایش هزینه‌های دولت باعث افزایش تقاضا شوند. در آن زمان اندوخته قانونی از سوی بانک مرکزی نسبت به آنچه امروز وجود دارد بالابود.
پس اگر برای بازخرید اسکناس نیازی به طلا نباشد (طبق استاندارد طلا)، بانک مرکزی به‌طور مؤثری می‌تواند با کاهش ذخیره قانونی و از طریق بازار آزاد عرضه پول را افزایش دهد (برای مثال خرید اوراق قرضه خزانه داری در مقابل پول نقد) تا کاهش عرضه پول در بخش خصوصی به خاطر کاهش اعتبار (اعتبار نوعی پول محسوب می‌شود) را جبران نماید.
با برکشیده شدن نظر پول گرایان، برای مقابله با تورم منفی، بر افزایش تقاضا از طریق کاهش نرخ بهره تمرکز شد.
این دیدگاه به خاطر عدم موفقیت سیاست‌های تطبیقی در ژاپن و آمریکا برای تحریک تقاضا بعد از شوک بازار کالا در سال‌های دهه ۱۹۹۰ و ۲۰۰۰ تا ۲۰۰۲ میلادی با شکست مواجه شد.
اقتصاد دانان مکتب اتریش نسبت به تأثیر تورمی سیاست‌های پولی بر قیمت دارایی‌ها نگران بودند. نرخ واقعی پایین به صورت پایدار ممکن است منجر به قیمت بالاتر دارایی‌ها و انباشت بیش از اندازه بدهی‌ها شود؛ بنابراین کاهش نرخ تنها یک مسکن موقتی است که می‌تواند منجر به تشدید بحران احتمالی تورم منفی حاصل از بدهی شود. در نرخ‌های بهره نزدیک صفر بخشودگی بدهی‌ها به امری مهم در جهت کنترل تورم منفی تبدیل می‌شود.

### ترتیبات ویژه برای قرض گرفتن
وقتی بانک مرکزی نرخ اسمی بهره را صفر تعیین می‌کند دیگر توان تحریک تقاضا با کاهش نرخ بهره را نخواهد داشت. این شرایط به دام نقدینگی معروف است.
وقتی تورم منفی شروع به اثرگذاری می‌کند، لازم است ترتیبات ویژه‌ای برای وام دهی در نرخ بهره اسمی صفر (که به دلیل نرخ بهره منفی می‌تواند در واقعیت نرخ بالایی محسوب شود) برای افزایش عرضه ساختگی پول اتخاذ شود.

## نمونه‌های تاریخی تورم منفی

### هنگ کنگ
در ادامه بحران مالی کشورهای آسیایی در پایان سال ۱۹۹۷ میلادی، هنگ کنگ دوره‌ای طولانی از تورم منفی را تا سال ۲۰۰۴ میلادی تجربه کرد.
بسیاری از ارزهای کشورهای آسیای شرقی دچار کاهش ارزش شدند. دلار هنگ کنگ با آنکه نسبت به دلار آمریکا قیمت ثابتی داشت دچار کاهش ارزش بر اساس تورم منفی قیمت کالاهای مصرفی شد. این شرایط با صادرات روزافزون ارزان قیمت چین و اعتماد ضعیف مصرف‌کننده در هنگ کنگ تشدید شد. تورم منفی به همراه رکود اقتصادی هنگ کنگ نسبت به کشورهای همسایه که ارزش ارزهای خود را در بحران مالی آسیا کاهش دادند طولانی‌تر و شدیدتر بود.

### ایرلند
در فوریه سال ۲۰۰۹ میلادی، اداره مرکزی آمار ایرلند اعلام کرد که بین ژانویه سال ۲۰۰۹ با نرخ کاهش قیمت ۰٫۱٪ نسبت به زمان مشابه در سال ۲۰۰۸کشور دچار تورم منفی شده‌است. از سال ۱۹۶۰ این اولین بار بود که اقتصاد ایرلند دچار تورم منفی می‌شد. در کل قیمت کالاهای مصرفی ۱٫۷٪ در ماه کاهش یافت. برین لینیهان، وزیر امور مالی ایرلند، طی یک مصاحبه با رادیو RTÉ به وجود تورم منفی اذعان کرد.
بر اساس گزارش RTÉ وزیر امور مالی ایرلند گفت:
احتمال وقوع تورم منفی باید در زمان کاهش بودجه مزایای کودک و پرداخت‌های بخش عمومی و هزینه‌های حرفه‌ای مد نظر قرار می‌گرفت. آقای لنیهان ابراز داشت که امسال هزینه‌های زندگی ماه به ماه به میزان ۶٫۶٪ کاهش داشت. این مصاحبه به دلیل آنکه وزیر تورم منفی را به عنوان یک امر منفی در نظر نمی‌گیرد جالب توجه است.
وزیر تورم منفی را در خلال داده‌ها به عنوان عاملی مفید برای کاهش برخی مزایا اعلام کرد. آثار منفی ایجاد شده به خاطر تورم منفی توسط این عضو دولت بیان نشد. در دوران مدرن این نمونه قابل توجهی است که تورم منفی توسط یک وزیر عالی رتبه مالی ذکر می‌شود بدون آنکه به چگونگی یا لزوم پیشگیری از آن اشاره شود.

### ژاپن
تورم منفی در اوایل دهه نود میلادی آغاز شد. بانک ژاپن و دولت تلاش کردند که با کاهش نرخ بهره و سیاست آزاد سازی کمی، تورم منفی را از بین ببرند اما موفق به افزایش پایدار پول در مقیاس بزرگ نشده و تورم منفی ادامه پیدا کرد. در ژوئیه سال ۲۰۰۶ سیاست نرخ بهره صفر پایان یافت.
دلایل سیستمیک تورم منفی در ژاپن به شرح زیر است:
- شرایط پولی سختگیرانه؛ بانک ژاپن تنها زمانی سیاست‌های پولی را تسهیل می‌کند که نرخ تورم زیر صفر باشد و هرگاه تورم منفی پایان یابد، سختگیری‌ها باز خواهد گشت.
- جمعیت نامطلوب؛ ژاپن جمعیت سالخورده‌ای دارد که در حال رشد هم نیست و به زودی دچار کاهش طولانی مدتی خواهد شد. نرخ مرگ و میر در ژاپن از نرخ زاد و ولد پیشی گرفته‌است.
- سقوط ارزش دارایی ها؛ در خصوص ژاپن بدین معنیست که قیمتها به سطح قیمتهای پیش از حباب دارایی‌ها بازگشته است. در سال ۱۹۸۰ میلادی حبابی در قیمتها بخصوص قیمتهای املاک به وجود آمد (اوج این حباب مربوط به سال ۱۹۸۹ می‌باشد)
- شرکت‌های ورشکسته؛ بانک‌ها به شرکت‌ها و افرادی وام داده‌اند که در املاک سرمایه‌گذاری کره‌اند. با سقوط ارزش املاک امکان بازپرداخت وام‌ها وجود ندارد. بانک‌ها می‌توانند از طریق تملک زمین‌ها وام‌ها را پس بگیرند اما زمین‌ها موجب بازپرداخت وام نمی‌شوند. به همین خاطر و به امید بازگشت ارزش دارایی‌ها بانک‌ها این کار را با اجازه قانون‌گذاران ملی امور بانکی به تعویق انداختند. حتی تعدادی از بانک‌ها به این شرکت‌ها برای بازپرداخت بدهی‌های سابق خود وام‌های بیشتری پرداخت کردند. این فرایند ادامه دار به حمایت از ضرر در دارایی‌ها نه ضرر در پول نقد معروف است(unrealized loss). تا زمانی که دارایی‌ها به‌طور کامل ارزشگذاری دوباره یا فروخته شوند (تا ضرر مشخص گردد) نیروی تورم منفی در اقتصاد وجود خواهد داشت. اصلاح و بهبود قوانین ورشکستگی، انتقال ملک و مالیات نیز از سوی اقتصاد دانان به عنوان روشی برای تسهیل در این فرایند پیشنهاد شده‌اند.
- بانک‌های ورشکسته؛ بانکهایی که درصد بالایی از وامهایشان بازپرداختی نداشته و از سوی بانک نیز غیرقابل وصول اعلام نشده‌اند، نمی‌توانند مبالغ دیگری وام دهند. به همین خاطر باید ذخیره نقدی خود را برای پوشش وام‌های غیرقابل وصول افزایش دهند.
- نگرانی از بانک‌های ورشکسته؛ نگرانی مردم ژاپن از ورشکستگی بانک‌ها باعث می‌شود آن‌ها ترجیح دهند به جای پس‌انداز پولهایشان در حساب بانک‌ها اوراق قرضه خزانه داری (ژاپن یا آمریکا) را خریداری کنند. این بدین معنی است که پس‌انداز باعث کاهش مصرف خواهد شد اما این پس‌انداز به سمت سرمایه‌گذاری نخواهد رفت. همچنین مردم با تملک زمین پس‌انداز خواهند کرد که این نیز سرعت رشد را کاهش داده و قیمت زمین را بالا خواهد برد.
- تورم منفی وارداتی؛ ژاپن کالاهای مصرفی و مواد اولیه ارزان قیمت چین یا سایر کشورها (به دلیل پایین بودن دستمزد و رشد سریع این کشورها) را وارد می‌کند، کالاهایی که بیشترشان در سال‌های اولیه دهه ۲۰۰۰ میلادی به حداقل قیمت واقعی خود رسیده‌اند. به همین دلیل قیمت کالاهای وارداتی کاهش می‌یابند و تولیدکنندگان داخلی برای آنکه در چرخه رقابت باقی بمانند باید قیمت کالاهای خود را کاهش دهند و این یعنی کاهش قیمت بسیاری از اقلام در اقتصاد یا به عبارتی تورم منفی.
- هزینه‌های انگیزشی؛ بر اساس تئوری‌های اقتصادی پول گرایان و پیروان مکتب اتریش، هزینه کردهای مدل کینز تأثیرات رکودی دارند. زیرا در آن دولت در رقابت با بخش خصوصی سرمایه‌گذاری‌های بخش خصوصی را می‌بلعد. برای مثال در سال ۱۹۹۸ ژاپن بسته‌ای انگیزشی به مبلغ ۱۶ تیریلیون ین را به اجرا درآورد که بیش از نیمی از آن در بخش عمومی مصرف می‌شد اما این بسته انگیزشی باعث شد به میزان مساوی این مبلغ در بخش ایجاد ثروت اقتصاد خصوصی از بین برود. با این وجود افزایش بسته انگیزشی تا مبلغ یکصد تریلیون ین نیز نتوانست باعث موفقیت آن شود. طبق نظر این دو مکتب اقتصادی هر نوع پول انگیزشی باعث تداوم مشکلی خواهد شد که قرار بود با پول انگیزشی از بین برود.

طبق گزارش وال استریت ژورنال در نوامبر سال ۲۰۰۹ میلادی ژاپن دوباره به تورم منفی بازگشت. ال پی بلومبرگ گزارش داد که طبق آخرین آمار قیمت کالاهای مصرفی در اکتبر ۲۰۰۹ به میزان ۲٫۲٪ کاهش یافت.

### ایالات متحده

#### تورم منفی بزرگ در ایالات متحده
چهار دوره تورم منفی قابل توجه در ایالات متحده وجود دارد.
- دوره اول:

اولین و شدیدترین آن‌ها مربوط به دوره رکود سال‌های ۱۸۱۸ تا۱۸۲۱ میلادی بود که قیمت کالاهای کشاورزی حدود ۵۰٪ کاهش یافت.
بحران مالی انگلستان باعث خروج پول از ایالات متحده شد. بانک ایالات متحده نیز از میزان وام‌دهی خود کاست؛ و با وجود سطح پایین قابل توجه، قیمت کالاهای کشاورزی از سال ۱۸۱۵ تا ۱۸۲۱ به میزان ۵۰٪ کاهش یافت و تا سال ۱۸۳۰ نیز به میزان اولیه بازنگشت. بیشترین آسیب در بخش صادرات اصلی ایالات متحده یعنی پنبه بود. قیمت محصولات غذایی که به دلیل قحطی سال ۱۸۱۶ (سال بدون تابستان) بالا بود پس از سال ۱۸۱۸ و برداشت طبیعی محصولات کاهش یافت. بهبود حمل و نقل نیز بیشتر به دلیل جاده‌ها، و کمتر به خاطر ظهور کشتی‌های بخار قیمت حمل و نقل را به‌طور قابل توجهی کاهش داده بود.
- دوره دوم:

رکود بین سال‌های پایانی پایانی دهه ۱۸۳۰ تا سال ۱۸۴۳ می‌باشد، در پی نگرانی سال ۱۸۳۷ که وجه رایج در ایالات متحده با کاهش ۳۳ درصدی قیمتها تا ۳۴٪ کاهش یافت. ابعاد این رکود تنها با اندازه رکود بزرگ قابل مقایسه است. (بنگرید به نمونه‌های تاریخی تورم منفی اعتباری) این تورم منفی هر دو ویژگی تعریف تورم منفی را دارا بود: کاهش قیمتها و کاهش مقدار موجود پول. با این حال تولید ناخالص داخلی به میزان ۱۶٪ در سال‌های ۱۸۳۹ تا ۱۸۴۳ میلادی افزایش یافت.
- دوره سوم:

پس از جنگ داخلی رخ داد که گاهی تورم منفی بزرگ نامیده می‌شود؛ و با بازگشت به استاندارد طلا و خارج کردن پول کاغذی منتشر شده در دوره جنگ داخلی به آن دامن زده شد. این تورم منفی بزرگ در سال‌های ۱۸۷۳ تا ۱۸۹۶ میلادی می‌توانند جزو شدیدترین نمونه‌ها باشد. ابعاد آن جهانی بود و از ویژگی‌های آن کاهش هزینه و افزایش بهره‌وری تکنولوژیکی را می‌توان نام برد. امری باعث گیجی متخصصین و سیاستمداران برای درک آن شده بود. بین سال‌های ۱۸۷۵ تا ۱۸۹۶ بر اساس نظر میلتون فریدمن قیمتها به میزان ۱٫۷٪ در یک سال در ایالات متحده و ۰٫۸٪ در یک سال در بریتانیا کاهش یافت. گفتنی است دیوید اِی. ولز (۱۸۹۰) بهره‌وری را عامل مهمی در تورم منفی دانسته است. در سال ۲۰۰۲ میلادی موری روثبارد نیز همین نظر را ارائه داد.
- دوره چهارم:

بین سال‌های ۱۹۳۰ تا ۱۹۳۳ میلادی، زمانی که نرخ تورم منفی حدود ۱۰ درصد سالانه بود. بخشی از ایالات متحده با نرخ بیکاری ۲۵٪ و ورشکستگی بانک‌ها وارد رکود بزرگ شد.
بخشی از رکود بزرگ به دلیل انقباض در اعتبار (پول) بود. ورشکستگی‌ها شرایطی را به وجود آورده بود که تقاضای آشفته‌ای برای پول وجود داشته و زمانی که بانک مرکزی خواست این تقاضا را اصلاح کند عرضه پول را برای پشتیبانی از دکترین برات حقیقی به میزان ۳۰٪ کاهش داد. به همین دلیل بانک‌ها یک به یک ورشکست شدند (زیرا توانایی پاسخگویی به تقاضای ناگهانی پول نقد را نداشتند. (بنگرید به بانکداری ذخیره کسری)
از دیدگاه تساوی فیشر (بالا را بنگرید) هر دو عامل عرضه پول (اعتبار) و سرعت گردش پول یکجا کاهش یافته بودند، و این کاهش به گونه‌ای شدید بود که با وجود عرضه پول انگیزشی بانک مرکزی، تورم منفی از بین نرفت.

#### تورم‌های منفی کوچک در ایالات متحده
در تاریخ ایالات متحده گاهی و در دوره‌های کوتاه مدتی تورم به زیر صفر رسیده‌است. (تورم زیر صفر تورم منفی است). امری متداول در قرن نوزدهم و بیستم که تا زمان کنار گذاشتن استاندارد طلا به‌طور کلی و جایگزینی سیستم برتون وود در سال ۱۹۴۸ رخ می‌داد. پس از سیستم برتون وود تنها یک دوره تورم منفی طی سال‌های ۲۰۰۸ تا ۲۰۰۹ میلادی به وجود آمد.
برخی از اقتصاد دانان معتقدند که ایالات متحده به عنوان بخشی از بحران مالی سال‌های ۲۰۰۷ تا ۲۰۱۰ تورم منفی را تجربه کرده‌است. بر اساس تئوری تورم منفی ناشی از بدهی. قیمت کالاهای مصرفی به دلیل سقوط شدید قیمت انرژی طی شش ماه متوالی منتهی به اوت ۲۰۰۹ کاهش یافت. بیشترین میزان کاهش قیمت کالاهای مصرفی از سال ۱۹۴۷ میلادی نیز در اکتبر سال ۲۰۰۸ میلادی و به میزان یک درصد کاهش به ثبت رسید.
رکورد جدید در نوامبر ۲۰۰۷ با کاهش ۱٫۷٪ ثبت شد. در واکنش بانک مرکزی تصمیم به ادامه روند کاهش نرخ بهره تا حدود نزدیک صفر در ۱۶ دسامبر ۲۰۰۸ گرفت. در ماه‌های پایانی ۲۰۰۸ و نزدیک ۲۰۰۹ بعضی از اقتصاد دانان هشدار دادند که امکان ورود ایالات متحده به مارپیچ تورم منفی وجود دارد.
نوریل روبینی اقتصاد دان پیش‌بینی کرد که ایالات متحده ممکن است وارد رکود تورمی شود. وی عبارت Stag-deflation را ابداع کرد به معنای ترکیب مهلک رکود(به انگلیسی: stagnation/recession) و تورم منفی (به انگلیسی: deflation) که باعث بیشترین نگرانی بین بهار و تابستان سال ۲۰۰۸ میلادی شده بود.
پس از آن یالات متحده دچار تورم منفی ملموسی شد که به‌طور پیوسته از نخستین اندازه‌گیری، تورم منفی در مارچ به میزان منفی ۳۸. % تا منفی ۲٫۱٪ در ژوئیه کاهش یافت. در بخش دستمزد هم در اکتبر ۲۰۰۹ ایالت کلرادو اعلام کرد که برای اولین بار از سال ۱۹۳۸ میلادی حداقل دستمزدها را کاهش خواهد داد.

### انگلستان
در طول جنگ جهانی اول پوند استرلینگ انگلستان از استاندارد طلا جدا شد. این سیاست برای تأمین مالی جنگ جهانی اول به اجرا درآمد. یکی از نتایج آن تورم و افزایش قیمت طلا به همراه کاهش نرخ برابری پوند انگلیس در بازارهای جهانی بود. اما پس از جنگ و زمانی که پوند به استاندارد طلا بازگشت قیمت گذاری آن بر اساس قیمت پیش از جنگ صورت گرفت، از آنجاییکه این قیمت بیشتر از قیمت طلای هم مقدار با آن بود باید قیمتها پایین می‌آمد تا با ارزش بالاتر مورد نظر پوند در تراز قرار گیرند. در نتیجه انگلستان تورمی منفی در حدود ۱۰٪ در سال ۱۹۲۱ ،۱۴٪ در سال ۱۹۲۲ و ۳ تا ۵٪ در اوایل دهه ۱۹۳۰ میلادی را تجربه کرد.

### ایران
طبق گزارش بانک مرکزی ایران در خصوص اعلام شاخص کل بهای کالاها و خدمات مصرفی در مناطق شهری ایران (شاخص تورم) در سال‌های ۱۳۱۵ الی ۱۳۹۱، نرخ تورم در ایران طی سال‌های ۱۳۲۴، ۱۳۲۵ و ۱۳۲۹ به ترتیب با ثبت رکوردهای -۱۴٫۴ درصد، ۱۱٫۵ درصد و -۱۷٫۲ درصد منفی شده‌است.